# Inge Bratteteig
Inge Bratteteig (6 maggio 1954) è un ex calciatore norvegese, di ruolo portiere.

## Carriera

### Club
Bratteteig cominciò la carriera con la maglia del Molde, di cui fu il portiere dal 1975 al 1987.